# Рок Ельснер
Рок Ельснер (словен. Rok Elsner, нар. 25 січня 1986, Любляна, СФРЮ) — словенський футболіст, захисник клубу «Олімпія» (Грудзьондз).
Дворазовий володар кубка Словенії, володар Суперкубка Словенії, Володар суперкубка Польщі. 
Походить з відомої футбольної династії — онук відомого югославського футбольного тренера Бранко Ельснера, син футболіста, гравця збірних СФРЮ і Словенії Марко Ельснера.

## Клубна кар'єра
Вихованець футбольної школи французького клубу «Ніцца». В дорослому футболі дебютував 2004 року виступами за команду «Ніцца 2», в якій провів один сезон, взявши участь лише у 3 матчах чемпіонату. 
Протягом 2005—2006 років захищав кольори команди німецького клубу «Веен».
Своєю грою за останню команду привернув увагу представників тренерського штабу клубу «Інтерблок», до складу якого приєднався 2006 року. Відіграв за команду з Любляни наступні три сезони своєї ігрової кар'єри. Більшість часу, проведеного у складі «Інтерблока», був основним гравцем захисту команди. За цей час двічі виборював титул володаря кубка Словенії.
Згодом з 2009 по 2014 рік грав у складі команд клубів «Аль-Арабі», «Гаугесун», «Шльонськ», «Аріс», «Гаугесун» та «Енергі».
До складу клубу «Олімпія» (Грудзьондз) приєднався 2015 року. Відтоді встиг відіграти за команду з Грудзьондза 13 матчів в національному чемпіонаті.

## Виступи за збірну
Протягом 2006–2008 років залучався до складу молодіжної збірної Словенії. На молодіжному рівні зіграв у 13 офіційних матчах.

## Титули і досягнення
- Володар кубка Словенії (3):

«Інтерблок»: 2007–08, 2008–09
«Домжале»: 2016–17
- Володар Суперкубка Словенії (1):

«Інтерблок»: 2008
- Чемпіон Польщі (1):

«Шльонськ»: 2012
- Володар Суперкубка Польщі (1):

«Шльонськ»: 2012